# Gouy-en-Ternois

Gouy-en-Ternois este o comună în departamentul Pas-de-Calais, Franța. În 1 ianuarie 2022 avea o populație de 128 de locuitori.